# 산둥 타이산
산둥 타이산(중국어 간체자: 山东泰山, 정체자: 山東泰山, 병음: Shāndōng Tàishān)은 중국 산둥성 지난시를 연고로 하는 축구 팀이다. 홈구장은 지난 올림픽 스포츠 센터이며 수용인원은 60,000명이다. 구단을 소유하는 루넝 그룹은 산둥 성에서 가장 큰 전기(電氣) 공급 기업이다. 2025년 현재 중국 슈퍼리그에 참가하고 있다.

## 팀 기록
- 중국 슈퍼리그
  - 우승
    - 2006, 2008, 2010, 2021

  - 준우승
    - 2004, 2013
- 중국 FA컵
  - 우승
    - 1995, 1999, 2004, 2006, 2020, 2022

  - 준우승
    - 2005
- 지아 A리그
  - 우승
    - 1999

## 자매 클럽
- 주빌로 이와타 (2005년 체결)
- 애들레이드 유나이티드 (2008년 체결)
- 상파울루 FC (2013년 체결)

## 선수 명단

### 현역
참고: FIFA 자격 규정에 따라 소속된 국가대표팀 국기를 표시합니다. 선수는 복수의 FIFA 비회원국 국적을 가지고 있을 수 있습니다.
| 번호 | 포지션 | 국적   | 이름              |
| ---- | ------ | ------ | ----------------- |
| 4    | DF     |        | 루카스 가잘       |
| 8    | MF     |        | 길례르미 마드루가 |
| 9    | FW     |        | 크리장            |
| 10   | MF     | 조지아 | 바코              |
| 19   | FW     |        | 제카              |

| 번호 | 포지션 | 국적 | 이름          |
| ---- | ------ | ---- | ------------- |
| 27   | DF     | 중국 | 스커          |
| 38   | FW     | 홍콩 | 라파엘 머키스 |

## 역대 감독
| 감독                  | 임기      |
| --------------------- | --------- |
| 김정남                | 1998      |
| 슬로보단 산트라치     | 1999~2000 |
| 발레리 네폼냐시       | 2002~2003 |
| 류비샤 툼바코비치     | 2004~2009 |
| 브란코 이반코비치     | 2009~2011 |
| 라도미르 안티치       | 2012~2013 |
| 쿠카                  | 2014~2015 |
| 마누 메네지스         | 2016      |
| 펠릭스 마가트         | 2016~2017 |
| 리샤오펑              | 2018~2020 |
| 파비우 레푼지스(대행) | 2023      |
| 최강희                | 2023~     |